# 戴葆庭

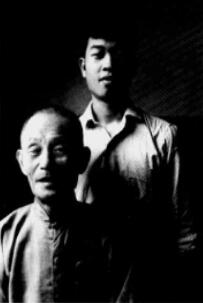
戴葆庭与戴志强父子，拍摄于1961年夏

戴葆庭（1895年8月8日—1976年），号足斋，浙江绍兴人。中国钱币收藏家、钱币学家、古钱商人。

## 生平
光绪二十一年六月十八日（1895年8月8日），戴葆庭出生于浙江省宁绍台道绍兴府山阴县兰亭陈家葑（今属浙江省绍兴市柯桥区兰亭街道）。戴家祖居陈家葑，世代务农，戴葆庭父亲戴炳荣是扇庄的画工。由于家境贫寒，戴葆庭早年仅读过两年私塾，11岁时就到米店学徒。
戴葆庭自幼酷爱收藏钱币，1920年辞去米店工作，开始经营古钱买卖。戴葆庭最早是一名下乡收货的“地皮客”，常年挑着担子串街走巷的收购古钱，经常露宿在外，由于读过两年私塾，他就带着书籍和古钱图样去收货，边干边学，学以致用。他收货的足迹遍及大半个中国，曾在北京、天津、江苏、浙江、江西、河南、陕西、山东、广东等省市收购古钱币。也因此，戴葆庭曾收购到很多的珍稀钱币，如1925年戴葆庭在江西鄱阳购得一枚“大齐通宝”，因为原是小孩毽子上的配重，钱身钻有四个孔，被称为“四眼大齐”，回到上海后，戴葆庭将其以500块大洋转让钱币收藏家张叔驯，张因此自号其居曰“齐斋”。
戴葆庭曾在上海市江西中路67号的中国古物商场开设“粹源古玩店”，1945年10月28日改为“戴葆记”。1940年，戴葆庭在福州路杏花楼旁边、大新街口开了一家“源昌钱庄”，专门买卖稀有的古钱。1949年，中华人民共和国建立后，在上海广东路的上海市古玩市场（后改称上海文物商店）工作。曾为上海博物馆、中国历史博物馆等单位鉴定钱币，提供文物定级意见。1966年退休。

## 泉界活动及著作
1940年，戴葆庭参与发起成立中国泉币学社，负责日常工作，担任会计职务。学社创办双月刊《泉币》杂志，前后共出刊32期，戴葆庭是学社评议员，曾在《泉币》上发表了多篇文章。
1940年10月，戴葆庭与丁福保、张絅伯、张季量、郑家相、陶庭耀、王荫嘉、陈亮声、蔡季襄、罗伯昭等十人组成“寿泉会”，约定每逢会员生辰，会员各出泉拓三种集为“寿泉集拓”，赠给寿翁和其余会员留念。
1930年代有《足斋泉拓》3册传世。二十世纪五六十年代，戴葆庭曾为教育学生编写一部钱币学讲义，在文化大革命期间散失。晚年曾花费大量精力撰写自传，但在文化大革命初期亲手焚毁。晚年整理集成的《足斋泉拓集珍》在1990年以《戴葆庭集拓中外钱币珍品》为名由中华书局出版。辑著的《珍泉集拓》于1991年由新华出版社出版。

## 收藏
戴葆庭的藏品在1949年之后，相继捐赠给中国历史博物馆、上海博物馆、天津市历史博物馆等单位。其中1959年将119枚太平天国珍稀钱币捐赠中国历史博物馆，受到中华人民共和国文化部的嘉奖。

## 家庭
戴葆庭妻子沈燕三是绍兴人，曾随戴葆庭到各地蒐集古钱，精于钱币墨拓。胞弟戴葆湘，从事货币收藏，精于钱币鉴定。
长子戴志强、次子沈鸣镝（戴志茂）均从事钱币学研究。戴志强1944年出生于上海，曾任中国钱币博物馆馆长。

## 轶事
二十世纪三四十年代，戴葆庭与北京泉商骆泽民曾被钱币学界誉为“南戴北骆”。

## 纪念
戴葆庭墓位于浙江省绍兴市绍兴县兰亭镇（今浙江省绍兴市柯桥区兰亭街道）娄宫村横河里八宝山头，于1998年被列为绍兴县文物保护单位。

## 备注
1. ↑  《寿泉集拓戊集》戴葆庭自序“因得朋友之信用。民国九年，董君弢厂邀余同搜古泉，是为正式集泉之始。余尤不畏艰苦，好涉远程……频年所获，珍品奇泉，止前千百，半归齐斋。故奇斋所藏首选，多为余所让渡[3]。”
2. ↑  戴葆庭、戴葆湘兄弟曾是张叔驯的主要供货商[3]。